# Jezainville
Jezainville é uma comuna francesa na região administrativa de Grande Leste, no departamento de Meurthe-et-Moselle. Estende-se por uma área de 18,19 km². Em 2010 a comuna tinha 992 habitantes (densidade: 54,5 hab./km²).